# 신암초등학교 (광주)
신암초등학교는 대한민국 광주광역시 서구에 있는 공립 초등학교이다.

## 학교 연혁
- 2000년 12월 19일 신암초등학교 설립 인가
- 2001년 3월 1일 초대 한봉근 교장 취임
- 2001년 3월 2일 24학급으로 개교
- 2002년 3월 1일 1학년 9개반 283명 입학
- 2005년 3월 1일 제2대 정순관 교장 취임
- 2007년 2월 15일 제6회 졸업 253명(총 졸업생 1208명)
- 2007년 3월 2일 40학급 편성
- 2007년 3월 3일 1학년 8개반 323명 입학
- 2007년 9월 1일 제3대 양천성 교장 취임
- 2008년 2월 13일 제8회 졸업(총 1,724명 졸업)
- 2009년 3월 2일 1학년 8개반(284명 입학)
- 2009년 3월 2일 46학급 편성
- 2009년 9월 1일 제4대 김철수 교장 취임
- 2010년 2월 11일 제9회 졸업(총 2,001명 졸업)
- 2010년 3월 2일 46학급 편성
- 2010년 3월 3일 1학년 7개반(261명 입학)
- 2011년 2월 17일 제10회 졸업(총 2,281명 졸업)
- 2011년 3월 1일 제5대 최서호 교장 취임
- 2011년 3월 2일 1학년 6개반(212명) 입학
- 2011년 3월 2일 46학급 편성(특수학급 1학급)
- 2012년 2월 17일 제11회 졸업(총 2,562명 졸업)
- 2012년 3월 2일 1학년 6개반(193명) 입학
- 2012년 3월 2일 46학급 편성(특수학급 1학급)
- 2013년 3월 2일 1학년 6개반(174명) 입학
- 2013년 3월 2일 46학급 편성
- 2013년 9월 2일 제6대 노영문 교장 취임
- 2014년 3월 2일 46학급 편성
- 2014년 3월 2일 1학년 7개반 편성(총 190명 입학)
- 2015년 3월 2일 46학급 편성
- 2015년 3월 2일 1학년 7개반 편성(총 179명 입학)
- 2018년 교장 배명희 취임

## 참고 자료
- 신암초등학교 - 한국교육학술정보원 학교알리미